# Хорунжий великий коронний

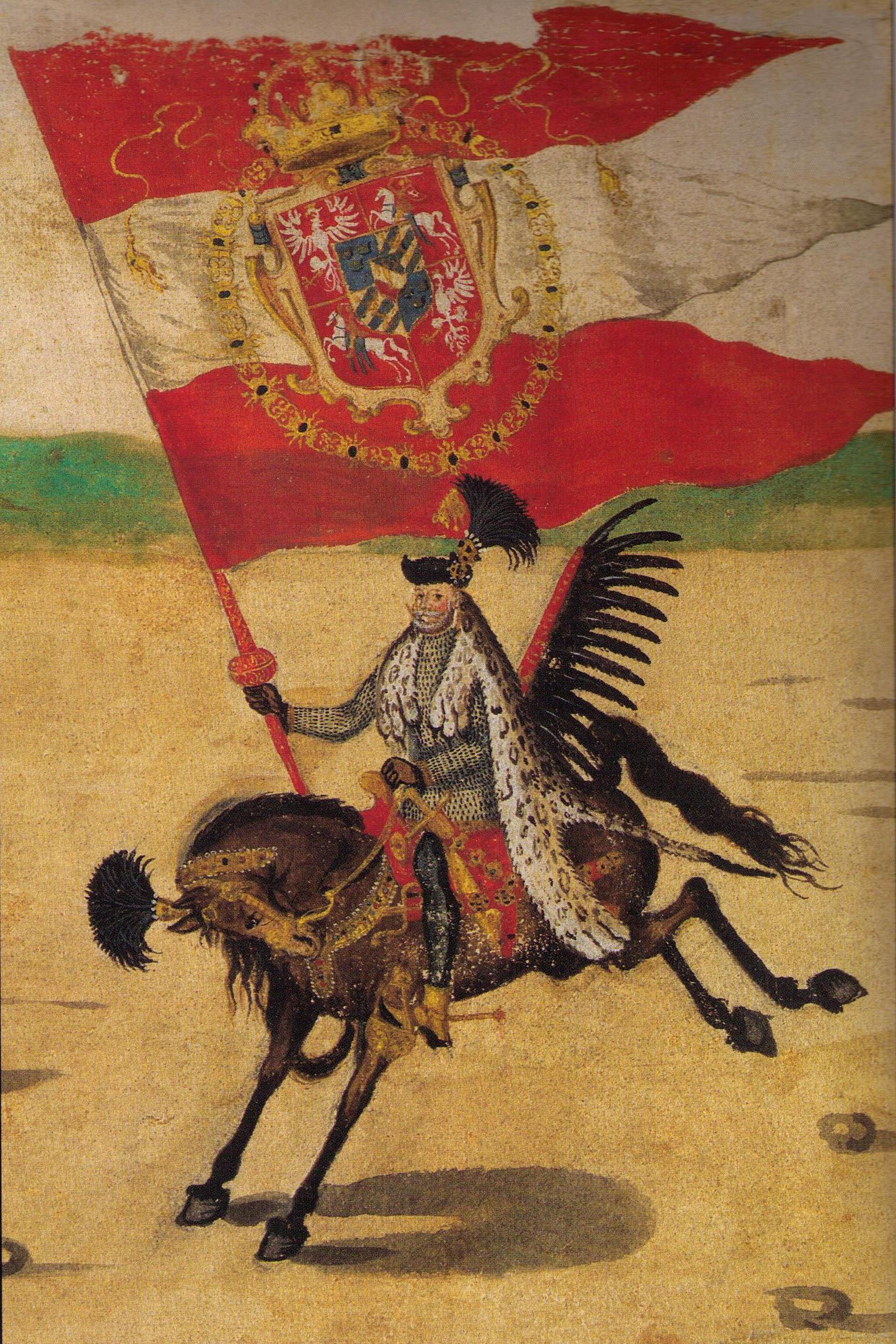
Великий коронний хорунжий Себастьян Собеський під час весільної ходи короля Сигізмунда III в Польщі та Швеції, малюнок бл. 1605

Хору́нжий вели́кий коро́нний (пол. Chorąży wielki koronny, лат. vexillifer regni) — уряд двірський Корони Королівства Польського і Речі Посполитої.

## Історія
Посада існувала вже за правління польского короля Казимира Великого. Хорунжий великий коронний ніс хоругву (прапор) Королівства Польського перед королем під час найважливіших двірських церемоній, таких як коронація, похорон, прийняття до підданства (омаж, васалітет).
Під час війни й бойових дій відповідав за головний прапор (хоругву) як головний символ держави.
Зазвичай стояв праворуч від короля.

## Деякі відомі хорунжі великі коронні
- Миколай Бжеський (1571—1572)
- Бернард Мацейовський (1574—1582)
- Марек Собеський (1581—1596)
- Себастьян Собеський (1596—1614)
- Прокоп Сенявський (1622—1627)
- Кшиштоф Конецпольський (1633—1641)
- Олександр Конецпольський (1641—1656)
- Ян III Собеський (1656—1665)
- Анджей Потоцький (1665—1668)
- Микола-Єронім Сенявський (1668—1674)
- Ієронім Августин Любомирський (1676—1683)
- Рафал Лєщинський (1683—1685)
- Ян Станіслав Яблоновський (1687—1693)
- Олександр Ян Яблоновський (1693—1723)
- Ян Клеменс Браницький (1724—1746)
- Францішек Фердинанд Любомирський (1773—1774)
- Станіслав Щенсний Потоцький (1774—1780)
- Юзеф Ян Мнішек (1780—1784)